# الوحي والعقلانية والمعرفة والحقيقة
الوحي والعقلانية والمعرفة والحقيقة هو كتاب كتبه ميرزا طاهر أحمد، الخليفة الرابع للجماعة الإسلامية الأحمدية. نُشر هذا الكتاب في عام 1998 م، وقد كُتب في الأصل باللغة الإنجليزية، ثم تُرجم إلى اللغتين الأردية والعربية. يتناول الكتاب الفكر الديني ودور الوحي عبر العصور المختلفة للحضارة الإنسانية. إنها أطروحة شاملة حول ظاهرة الوحي في الديانات المختلفة، وتسعى إلى إثبات وجود الله من خلال العقلانية.

## الخلفية
كان هذا الكتاب بمثابة تطور إضافي للمحاضرة التي ألقاها أحمد في سويسرا. في عام 1987 في زيورخ، دعا البروفيسور كارل هينكينج، أستاذ علم الأعراق في جامعة زيورخ، ميرزا طاهر أحمد، الرئيس الرابع للجماعة الإسلامية الأحمدية العالمية، لإلقاء محاضرة عن الإسلام الأحمدي. وفي يوم الخميس الموافق 14 حزيران 1987م، الساعة 8.15 مساءً، أُلقيت المحاضرة المقترحة تحت عنوان "العقلانية، الوحي، المعرفة، الحقيقة الأبدية". كان الطلاب، الذين بدا عليهم الفضول بشأن عنوان المؤتمر، يتزاحمون في قاعة "أولي" (القاعة الكبرى) التي امتلأت بالكامل حتى أنه كان لا بد من إجراء ترتيبات إضافية في قاعة أخرى مع توفير الترتيبات اللازمة لنقل الإجراءات من خلال شاشات التلفزيون ومكبرات الصوت.

## روابط خارجية
- الوحي والعقلانية والمعرفة والحقيقة
- توم كوكس يتحدث عن الوحي والعقلانية والمعرفة والحقيقة